# Colostygia gerda
Colostygia gerda là một loài bướm đêm trong họ Geometridae.